# Sigurður Ingi Jóhannsson
Sigurður Ingi Jóhannsson (Selfoss, 20 aprile 1962) è un politico islandese, dal novembre 2017 ministro dei trasporti nel secondo governo di Katrín Jakobsdóttir e di Bjarni Benediktsson e dall'ottobre 2016 presidente del Partito Progressista. È stato Primo ministro dell'Islanda dal 5 aprile 2016 all'11 gennaio 2017.

## Biografia
Si laurea in veterinaria, presso l'Università di Copenaghen, nel 1982 e esercita in patria la professione di veterinario. Viene eletto parlamentare nelle elezioni del 2002.

## Attività politica

### Membro del Parlamento e Ministro di Gunnlaugsson
Dal 2009 è membro del parlamento islandese Althing per il collegio elettorale meridionale. Dal 2009 al 2013 è stato vicepresidente del Club Parlamentare Progressista. È stato anche membro della commissione per la pesca e l'agricoltura e membro della delegazione islandese presso il Consiglio nordico occidentale. Dal 23 maggio 2013 è stato ministro della pesca e dell'agricoltura nel gabinetto Sigmundur Davíð Gunnlaugsson per poi sostituirlo alla guida del governo, dimessosi a seguito dello scandalo Panama Papers. È stato anche ministro dell'ambiente fino al 31 dicembre 2014, il suo successore in quest'ultimo ufficio è Sigrún Magnúsdóttir. Sigurður Ingi Jóhannsson è stato vice presidente del Partito Progressista dal 2013.

### Primo ministro

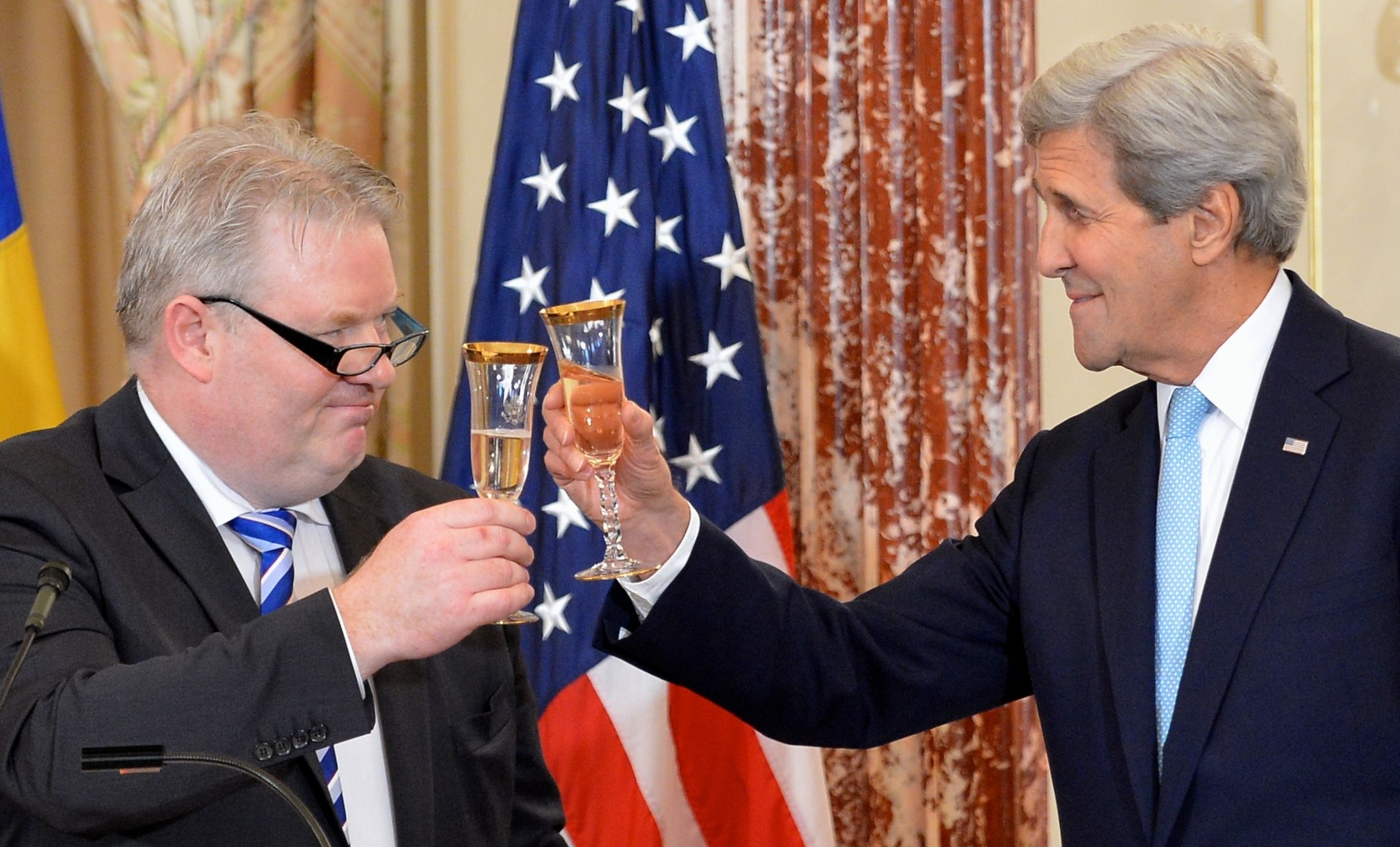
Sigurður Ingi Jóhannsson brinda con il segretario di Stato degli Stati Uniti John Kerry nel 2016

A seguito delle dimissioni di Sigmundur Davíð Gunnlaugsson dall'Ufficio di Primo Ministro islandese il 6 aprile 2016 Sigurður Ingi Jóhannsson è stato nominato il nuovo primo ministro di transizione, la sera dello stesso giorno. Dovrebbe entrare in carica fino alle elezioni anticipate in autunno.
Il 2 ottobre 2016 Sigurður Ingi è stato eletto dall'assemblea del partito come successore di Sigmundur Davíð Gunnlaugsson, presidente del Partito Progressista. Con 370 voti ha superato la rielezione di Sigmundur David (329 voti) e Lilja Dögg Alfreðsdóttir per i quali sono stati espressi solo tre voti.
Dopo la sconfitta elettorale del Partito progressista alle elezioni parlamentari del 29 ottobre 2016 e la conseguente perdita della maggioranza di governo per la coalizione di indipendenza e del Partito Progressista, Sigurður Ingi Jóhannsson ha presentato le sue dimissioni da primo ministro al presidente Guðni Thorlacius Jóhannesson. Gli aveva chiesto di rimanere in carica fino alla formazione di un nuovo governo. Il 30 novembre 2017 è nominato ministro dei trasporti e delle amministrazioni locali nel governo di Katrin Jakobsdottir.